# Colli Verdi
Colli Verdi ist eine italienische Gemeinde (comune) in der Provinz Pavia in der südwestlichen Lombardei. Die Gemeinde gehört zur Comunità Montana Oltrepò Pavese. Der Verwaltungssitz der Gemeinde befindet sich im Ortsteil Pometo.

## Geschichte
Am 1. Januar 2019 wurde die Gemeinde aus den bisher eigenständigen Kommunen Canevino, Ruino und Valverde gebildet.

## Geographie
Die Gemeinde liegt etwa 32 Kilometer südsüdöstlich von Pavia am Passo del Carmine im Val Tidone, gehört zur Comunità Montana Oltrepò Pavese und grenzt unmittelbar an die Provinz Piacenza (Emilia-Romagna). Der Lago di Trebecca liegt südöstlich der Gemeinde.

## Sehenswürdigkeiten
- Antoniuskirche in Ruino
- Stephanuskirche in Valverde aus dem 12. Jahrhundert
- Castello di Torre degli Alberi aus dem 15. Jahrhundert
- Castello di Verde aus dem 12. Jahrhundert